# Chen Xiaofei
Chen Xiaofei (ur. 30 maja 1980) – chiński zapaśnik w stylu klasycznym.
Zajął 21. miejsce na mistrzostwach świata w 2006. Wicemistrz Azji w 2005, 2006, trzeci w 2007 roku.